# Liste der Johannes-Nepomuk-Darstellungen im Bezirk Horn
Der 1729 heiliggesprochene Johannes Nepomuk gilt nach Maria und Josef als der am dritthäufigsten dargestellte Heilige in Österreich. An zahlreichen Standorten gibt es Johannes-Nepomuk-Darstellungen im niederösterreichischen Bezirk Horn.
Erst nach Böhmen, aber noch vor dessen Selig- oder Heiligsprechung, setzte in Niederösterreich jene Verehrung Johannes Nepomuks ein, die sich in Form von Statuen und Bildern dokumentiert. Gemessen an der großen Zahl plastischer und bildhafter Darstellungen ist die Zahl der Johannes Nepomuk geweihten Kirchen im Bezirk Horn allerdings verschwindend gering.

## Standorte
| Foto |                 | Objekt                                                                     | Standort                  | Künstler              | Baujahr | Beschreibung |
| ---- | --------------- | -------------------------------------------------------------------------- | ------------------------- | --------------------- | ------- | --- |
| ja   | Datei hochladen | Gemälde Johannes Nepomuk                                                   | Altenburg ·               | Paul Troger           |         | Am rechten vorderen Seitenaltar der Stiftskirche von Stift Altenburg befindet sich das von Paul Troger geschaffene Ölgemälde Johannes Nepomuk und die Beichte der Königin. |
| ja   | Datei hochladen | Statue Johannes Nepomuk                                                    | Altenburg ·               |                       |         | Auf der Mauer von Stift Altenburg an der Zwettlerstraße in Altenburg steht eine Statue Johannes Nepomuks aus dem 18. Jahrhundert. |
| BW   | Datei hochladen | Statue Johannes Nepomuk                                                    | Altenburg ·               |                       |         | In der Caritasgrotte von Stift Altenburg befinden sich vier Statuen aus Röhrenbach. Darunter befindet sich eine Darstellung von Johannes Nepomuk aus dem zweiten Viertel des 18. Jahrhunderts. |
| ja   | Datei hochladen | Nischenfigur Johannes Nepomuk HERIS-ID: 31868 Objekt-ID: 28865             | Altenburg ·               |                       |         | Am Wirtschaftstrakt der sogenannten Rauschermühle am Kampumlauf befindet sich in einer Nische eine Darstellung von Johannes Nepomuk aus dem 18. Jahrhundert. |
| ja   | Datei hochladen | Statue Johannes Nepomuk HERIS-ID: 61292 Objekt-ID: 73705                   | Breiteneich ·             |                       |         | An der Straße zwischen Breiteneich und Mold steht am Ortsende von Breiteneich ein Nischenbildstock mit einer Figurengruppe, zu der auch eine Darstellung Johannes Nepomuks gehört, aus der Mitte des 18. Jahrhunderts. |
| ja   | Datei hochladen | Statue Johannes Nepomuk                                                    | Buchberg am Kamp ·        |                       | 1762    | Östlich von Schloss Buchberg steht eine Figurengruppe mit den heiligen Felix und Johannes Nepomuk aus dem Jahr 1762. Gestiftet wurde sie vom Freiherrn von Rumel. |
| ja   | Datei hochladen | Statue Johannes Nepomuk HERIS-ID: 31898 Objekt-ID: 28916                   | Burgschleinitz ·          |                       |         | Gegenüber der Brücke zur Burg von Burgschleinitz steht eine Statue Johannes Nepomuks aus der Mitte des 18. Jahrhunderts. Die Statue steht unter Denkmalschutz. |
| ja   | Datei hochladen | Statue Johannes Nepomuk HERIS-ID: 32036 Objekt-ID: 29081                   | Drosendorf Altstadt ·     |                       | ~1760   | Am rechten Scheidbogen der Pfarrkirche Drosendorf Altstadt befindet sich eine Darstellung Johannes Nepomuks aus der Zeit um 1760. |
| ja   | Datei hochladen | Statue Johannes Nepomuk HERIS-ID: 46754 Objekt-ID: 48919                   | Drosendorf Stadt ·        |                       |         | An der Nordwand des Langhauses der Stadtkirche Drosendorf befindet sich dem Eingang gegenüber eine Statue Johannes Nepomuks aus der zweiten Hälfte des 18. Jahrhunderts. |
| ja   | Datei hochladen | Statue Johannes Nepomuk HERIS-ID: 32042 Objekt-ID: 29090 marterl.at: 9107  | Drosendorf Stadt ·        |                       |         | An der Straße zwischen Drosendorf und Autendorf steht das so genannte Rudolfsdorfer Marterl. Eine daran befindliche Johannes-Nepomuk-Statue wurde gestohlen, aber wieder gefunden und ist wieder im Besitz der Stadt Drosendorf. |
| ja   | Datei hochladen | Statue Johannes Nepomuk HERIS-ID: 32039 Objekt-ID: 29086                   | Drosendorf-Altstadt ·     |                       | 1726    | Bei der Brücke über den Thumeritzbach steht auf einem Postament eine mit „1726“ bezeichnete Statue des Johannes Nepomuk. 1981 wurde sie renoviert. |
| ja   | Datei hochladen | Statue Johannes Nepomuk HERIS-ID: 32513 Objekt-ID: 29625                   | Drosendorf ·              |                       |         | Auf der Dreifaltigkeitssäule auf dem Hauptplatz von Drosendorf gegenüber dem Rathaus befindet sich auch eine Johannes-Nepomuk-Statue. |
| ja   | Datei hochladen | Statue Johannes Nepomuk                                                    | Drosendorf ·              |                       |         | Beim Sägewerk Grubermühle in Drosendorf steht bei der Brücke über den Mühlbach eine Johannes-Nepomuk-Statue. 1966 wurde die Statue renoviert und dabei das Holzdach entfernt. |
| ja   | Datei hochladen | Gemälde Johannes Nepomuk HERIS-ID: 49642 Objekt-ID: 53563                  | Eggenburg ·               | Karl Wallenberger     | 1729    | Auf dem Johannes-Nepomuk-Altar im linken Seitenschiff der Pfarrkirche von Eggenburg befindet sich ein von Karl Wallenberger 1728/1729 geschaffenes Ölgemälde Johannes Nepomuks. |
| BW   | Datei hochladen | Statue Johannes Nepomuk                                                    | Eggenburg ·               |                       |         | Auf dem linken Seitenaltar der Klosterkirche des Redemptoristenklosters von Eggenburg befindet sich als rechte Seitenfigur eine Darstellung Johannes Nepomuks. |
| BW   | Datei hochladen | Gemälde Johannes Nepomuk                                                   | Eggenburg ·               |                       |         | Im Redemptoristenkloster der Stadt Eggenburg befindet sich ein Gemälde Johannes Nepomuks aus der Mitte des 18. Jahrhunderts. |
| ja   | Datei hochladen | Relief Johannes Nepomuk HERIS-ID: 49627 Objekt-ID: 53546                   | Eggenburg ·               |                       |         | Ober dem Portal der Bürgerspitalkapelle von Eggenburg befindet sich ein Relief Johannes Nepomuks aus der ersten Hälfte des 18. Jahrhunderts. |
| BW   | Datei hochladen | Statue Johannes Nepomuk                                                    | Eggenburg ·               |                       |         | Im Stiegenhaus eines Hauses in Eggenburg befindet sich eine Figur Johannes Nepomuks aus der ersten Hälfte des 18. Jahrhunderts. |
| ja   | Datei hochladen | Johannes Johannes Nepomuk HERIS-ID: 60599 Objekt-ID: 72918                 | Eggenburg ·               |                       | ~1720   | In der Horner Straße beim ehemaligen Horner Tor steht bei der Schmida eine Johannes-Nepomuk-Kapelle mit einer Statue des Heiligen mit Putten aus der Zeit um 1720. |
| BW   | Datei hochladen | Statue Johannes Nepomuk                                                    | Eggenburg ·               |                       |         | In den Büroräumen des Krahuletzmuseums in Eggenburg befindet sich eine Johannes-Nepomuk-Statue. |
| ja   | Datei hochladen | Stuckmedaillon Johannes Nepomuk HERIS-ID: 33765 Objekt-ID: 31498           | Eggenburg ·               |                       |         | Am Haus Grätzl Nummer 2 in Eggenburg finden sich auf der vorspringenden Fronthälfte zwei ovale Stuckmedaillons, von denen eines ein Brustbild des heiligen Johannes Nepomuk mit mehreren stehenden und schwebenden Putten darstellt. |
| BW   | Datei hochladen | Statue Johannes Nepomuk HERIS-ID: 49674 Objekt-ID: 53652                   | Etzmannsdorf am Kamp ·    |                       |         | Auf dem Hochaltar der Ortskapelle befindet sich eine Statue Johannes Nepomuks aus der zweiten Hälfte des 18. Jahrhunderts. |
| ja   | Datei hochladen | Statue Johannes Nepomuk HERIS-ID: 61843 Objekt-ID: 74320                   | Frauenhofen ·             |                       |         | Bei der Brücke über die Kleine Taffa in Frauenhofen steht eine dem heiligen Johannes Nepomuk geweihte Kapelle. Die darin befindliche Statue stammt aus der Mitte des 18. Jahrhunderts und trägt auf dem Sockel ein Relief des Brückensturzes. |
| BW   | Datei hochladen | Johannes Johannes Nepomuk                                                  | Fronsburg ·               |                       |         | In der Schlosskapelle von Schloss Fronsburg befindet sich ein Johannes Nepomuk geweihter Seitenaltar aus der Mitte des 18. Jahrhunderts mit einem Ovalbild des Heiligen. |
| ja   | Datei hochladen | Statue Johannes Nepomuk                                                    | Fronsburg ·               |                       | 1724    | Westlich von Fronsburg steht bei der Straße von Weitersfeld nach Riegersburg eine mit 1724 datierte Statue Johannes Nepomuks. |
| BW   | Datei hochladen | Statue Johannes Nepomuk HERIS-ID: 49696 Objekt-ID: 53705                   | Fuglau ·                  |                       | ~1730   | Auf dem Altar der Kirche von Fuglau befindet sich eine polychromierte Statue Johannes Nepomuks aus der Zeit um 1730. |
| ja   | Datei hochladen | Statue Johannes Nepomuk                                                    | Fuglau ·                  |                       |         | Bei der Ruine der Reithmühle in Fuglau steht an einem Steilabfall zum Kamp eine Statue Johannes Nepomuks aus der Mitte des 18. Jahrhunderts. Erreichbar ist diese nur über einen Fußweg. |
| BW   | Datei hochladen | Relief Johannes Nepomuk                                                    | Gars am Kamp ·            |                       |         | Im rechten Seitenschiff der Friedhofskirche von Gars am Kamp befindet sich eine Johannes-Nepomuk-Kapelle mit einer Stuckplastik des Heiligen aus der Zeit um 1740. |
| ja   | Datei hochladen | Statue Johannes Nepomuk HERIS-ID: 60792 Objekt-ID: 73171                   | Gars am Kamp ·            |                       | 1862    | Am Hauptplatz von Gars am Kamp befindet sich eine 1862 geschaffene polychromierte Darstellung Johannes Nepomuks aus Gusseisen als Brunnenfigur. |
| BW   | Datei hochladen | Gemälde Johannes Nepomuk HERIS-ID: 60798 Objekt-ID: 73177                  | Gars am Kamp ·            |                       |         | In der Kapelle des ehemaligen Bürgerspitals von Gars am Kamp in der Wiener Straße befindet sich ein Gemälde Johannes Nepomuks aus dem 19. Jahrhundert. |
| ja   | Datei hochladen | Statue Johannes Nepomuk                                                    | Geras ·                   |                       |         | Auf dem Hochaltar der Stiftskirche von Stift Geras befindet sich auf dem Hochaltar eine weiß gefasste Darstellung Johannes Nepomuks aus der Mitte des 18. Jahrhunderts als Seitenfigur. |
| ja   | Datei hochladen | Statue Johannes Nepomuk                                                    | Goggitsch ·               |                       | ~2009   | Bei der Brücke von Goggitsch steht eine Kopie einer Statue Johannes Nepomuks aus dem Jahr 1728. Das Original wurde um 2009 gestohlen und 2011 durch eine nach Originalfotos gefertigte Kopie ersetzt. |
| BW   | Datei hochladen | Gemälde Johannes Nepomuk HERIS-ID: 49774 Objekt-ID: 53887                  | Grafenberg ·              |                       | 1845    | In der Pfarrkirche von Grafenberg befindet sich ein Gemälde Johannes Nepomuks, das mit Fuxeder 1845 bezeichnet ist. |
| ja   | Datei hochladen | Statue Johannes Nepomuk HERIS-ID: 61898 Objekt-ID: 74391                   | Grafenberg ·              |                       | 1735    | Gegenüber dem Gemeindezentrum nahe der Kirche von Grafenberg steht eine Statue Johannes Nepomuks aus dem Jahr 1735. |
| BW   | Datei hochladen | Statue Johannes Nepomuk                                                    | Harmannsdorf ·            |                       | ~1760   | Gegenüber von Schloss Harmannsdorf in Harmannsdorf stehen Statuen der hll. Joseph und Johannes Nepomuk aus der Zeit um 1760. |
| BW   | Datei hochladen | Statue Johannes Nepomuk HERIS-ID: 49873 Objekt-ID: 54137                   | Haselberg ·               |                       |         | In der ehemaligen Burgkapelle von Haselberg befindet sich eine polychromierte kniende Statue Johannes Nepomuks aus der ersten Hälfte des 18. Jahrhunderts. |
| ja   | Datei hochladen | Statue Johannes Nepomuk HERIS-ID: 61065 Objekt-ID: 73466                   | Hötzelsdorf ·             |                       | 2005    | Nördlich von Hötzelsdorf steht ein Bildstock mit einer aus Holz gefertigten Figur Johannes Nepomuks. Das Original aus der zweiten Hälfte des 18. Jahrhunderts wurde im September 2001 gestohlen und 2005 durch eine neue Holzfigur ersetzt. |
| BW   | Datei hochladen | Altar Johannes Nepomuk HERIS-ID: 49928 Objekt-ID: 54286                    | Horn ·                    |                       |         | In der Pfarrkirche von Horn befindet sich als linker Seitenaltar ein Johannes-Nepomuk-Altar mit einer Sarkophagmensa aus der Zeit um 1733, einem Gemälde der Apotheose des Heiligen aus dem zweiten Viertel des 18. Jahrhunderts als Altarbild und einer Predella als Brücke mit dem in der Moldau liegenden Johannes Nepomuk sowie seitlichen weiblichen Figuren mit Kreuz und Säule. |
| ja   | Datei hochladen | Statue Johannes Nepomuk HERIS-ID: 61506 Objekt-ID: 73922 marterl.at: 7701  | Horn ·                    |                       | 1679    | Auf der 1679 entstandenen Dreifaltigkeitssäule auf dem Kirchenplatz von Horn befindet sich neben anderen Figuren auch eine Statue Johannes Nepomuks. |
| ja   | Datei hochladen | Statue Johannes Nepomuk HERIS-ID: 61586 Objekt-ID: 74007                   | Horn ·                    |                       | 1772    | Bei der Brücke über die Taffa im Zuge der Prager Straße steht ein Bildstock Johannes Nepomuks aus dem Jahr 1772. |
| ja   | Datei hochladen | Statue Johannes Nepomuk HERIS-ID: 61591 Objekt-ID: 74012 marterl.at: 7730  | Horn ·                    |                       |         | Bei der Brücke über den Breiteneicher Bach im Zuge der Wiener Straße steht eine Statue Johannes Nepomuks. |
| BW   | Datei hochladen | Statue Johannes Nepomuk HERIS-ID: 49964 Objekt-ID: 54360                   | Irnfritz ·                |                       | ~1700   | In der Ortskapelle von Irnfritz befindet sich eine aus Holz geschnitzte Konsolfigur Johannes Nepomuks aus der Zeit um 1700. |
| ja   | Datei hochladen | Nischenfigur Johannes Nepomuk                                              | Japons ·                  |                       |         | In einer Nische in der Fassade von Haus Japons 32 steht eine Figur Johannes Nepomuks aus der Mitte des 18. Jahrhunderts. |
| BW   | Datei hochladen | Nischenfigur Johannes Nepomuk HERIS-ID: 34159 Objekt-ID: 32135             | Kattau ·                  |                       |         | Im Stiegenhaus von Schloss Kattau befindet sich eine Darstellung Johannes Nepomuks mit Putte aus dem 18. Jahrhundert als Nischenfigur. |
| ja   | Datei hochladen | Statue Johannes Nepomuk                                                    | Kattau ·                  |                       |         | Auf der Brücke beim Feuerwehrhaus der Freiwilligen Feuerwehr befindet sich eine Statue des Heiligen. |
| BW   | Datei hochladen | Nischenfigur Johannes Nepomuk                                              | Kleinmeiseldorf ·         |                       |         | In Kleinmeiseldorf befinden sich Nischenfiguren der heiligen Florian und Johannes Nepomuk aus dem 18. Jahrhundert. |
| BW   | Datei hochladen | Gemälde Johannes Nepomuk HERIS-ID: 50100 Objekt-ID: 54716                  | Kühnring ·                |                       |         | Im Seitenschiff der Pfarrkirche von Kühnring befindet sich ein Johannes-Nepomuk-Altar mit einem Altargemälde aus dem 19. Jahrhundert, Skulpturen aus dem 20. Jahrhundert und einer Sarkophagmensa. |
| ja   | Datei hochladen | Statue Johannes Nepomuk                                                    | Kühnring ·                |                       | 1760    | In Kühnring steht bei der Brücke beim Sportplatz eine Statue aus der Zeit um 1760, die Johannes Nepomuk auf der Brücke kniend zeigt. |
| ja   | Datei hochladen | Statue Johannes Nepomuk HERIS-ID: 50110 Objekt-ID: 54736                   | Langau ·                  |                       |         | In der Pfarrkirche von Langau befindet sich vor einer gemalten Draperie eine Statue Johannes Nepomuks aus dem zweiten Viertel des 18. Jahrhunderts. In der Peregrinikapelle befindet sich eine polychromierte Statue des Heiligen aus dem zweiten Viertel des 18. Jahrhunderts. |
| ja   | Datei hochladen | Statue Johannes Nepomuk HERIS-ID: 61627 Objekt-ID: 74050                   | Langau ·                  |                       | 1728    | Auf dem Hauptplatz von Langau steht eine Johannes-Nepomuk-Säule mit einer Statue des Heiligen auf einer Wolkenpyramide und einem Sockel mit Reliefs und einem Chronogramm 1728. |
| ja   | Datei hochladen | Statue Johannes Nepomuk HERIS-ID: 61628 Objekt-ID: 74051                   | Langau ·                  |                       |         | An der Straße von Langau nach Wolfsbach steht an einer Kreuzung im Ortsgebiet eine mit 1727 oder 1777 datierte Statue Johannes Nepomuks. |
| ja   | Datei hochladen | Statue Johannes Nepomuk HERIS-ID: 50170 Objekt-ID: 54873                   | Maigen ·                  |                       |         | An der Südseite des Langhauses der Kirche von Maigen stehen im Freigelände Darstellungen des Gnadenstuhls und der heiligen Johannes der Täufer und Johannes Nepomuk aus dem Jahr 1706. |
| ja   | Datei hochladen | Statue Johannes Nepomuk HERIS-ID: 61773 Objekt-ID: 74245                   | Maria Dreieichen ·        |                       | 1776    | In der linken Vorhallenkapelle der Wallfahrtskirche von Maria Dreieichen befindet sich in einer Vitrine eine Wachsstatuette des auf einem Sarkophag ruhenden Leichnams von Johannes Nepomuks aus dem Jahr 1776. Weiters befinden sich in dieser Kapelle Bilder der Madonna von Altbunzlau und drei Bilder mit Darstellungen der Beichte der Königin, des Brückensturzes und von Johannes Nepomuk vor König Wenzel.                                                                                    |
| ja   | Datei hochladen | Statue Johannes Nepomuk                                                    | Maria Dreieichen ·        |                       | 1734    | Neben der Wallfahrtskirche von Maria Dreieichen steht eine Statue Johannes Nepomuks aus dem Jahr 1734. |
| ja   | Datei hochladen | Statue Johannes Nepomuk                                                    | Messern ·                 |                       |         | Bei der Illy-Mühle, nördlich von Messern, steht eine Wegkapelle mit einer Statue Johannes Nepomuks aus der zweiten Hälfte des 18. Jahrhunderts. |
| ja   | Datei hochladen | Statue Johannes Nepomuk HERIS-ID: 61305 Objekt-ID: 73718 marterl.at: 8451  | Mödring ·                 |                       | 1720    | In Mödring steht an der Ecke eines Gartens nahe dem Mödringbach ein Johannes Nepomuk geweihter Nischenbildstock mit einer polychromierten Figur des Heiligen, die mit 1720 datiert ist. |
| ja   | Datei hochladen | Statue Johannes Nepomuk HERIS-ID: 66599 Objekt-ID: 79503                   | Neunkirchen an der Wild · |                       |         | Auf der Grünfläche östlich des Pfarrhofs steht eine Statue Johannes Nepomuks. |
| BW   | Datei hochladen | Statue Johannes Nepomuk                                                    | Nödersdorf ·              |                       |         | Auf dem Altar der Ortskapelle von Nödersdorf befindet sich eine Statue Johannes Nepomuks. |
| ja   | Datei hochladen | Statue Johannes Nepomuk HERIS-ID: 60837 Objekt-ID: 73217 marterl.at: 11702 | Nonndorf bei Gars ·       |                       |         | Auf dem Anger von Nonndorf bei Gars befindet sich eine kniende Statue Johannes Nepomuks, die mit 1862 datiert ist. |
| BW   | Datei hochladen | Statue Johannes Nepomuk HERIS-ID: 50333 Objekt-ID: 55192                   | Oberhöflein ·             |                       |         | In der Pfarrkirche von Oberhöflein befinden sich im Chorraum schwarz-silber gefasste Figuren der heiligen Ignatius und Johannes Nepomuks aus der Zeit um 1730 bis 1740. |
| ja   | Datei hochladen | Statue Johannes Nepomuk HERIS-ID: 61972 Objekt-ID: 74468                   | Oberhöflein ·             |                       |         | Gegenüber von Schloss Oberhöflein steht eine Statue Johannes Nepomuks aus der ersten Hälfte des 18. Jahrhunderts. |
| ja   | Datei hochladen | Statue Johannes Nepomuk HERIS-ID: 61980 Objekt-ID: 74476                   | Obermixnitz ·             |                       |         | Bei einem Ortsende von Obermixnitz steht zwischen zwei Bäumen, die als Naturdenkmäler gekennzeichnet sind, eine Statue Johannes Nepomuks. |
| ja   | Datei hochladen | Statue Johannes Nepomuk                                                    | Pernegg ·                 |                       |         | An der Straße von Pernegg nach Posselsdorf steht in einer Wegkapelle eine Statue Johannes Nepomuks. |
| ja   | Datei hochladen | Statue Johannes Nepomuk                                                    | Pernegg ·                 |                       |         | Hinter den Häusern des Ortes Pernegg, an der Straße vom Kloster Pernegg nach Nödersdorf, steht auf einer Böschung eine Statue Johannes Nepomuks aus dem 18. Jahrhundert. |
| BW   | Datei hochladen | Altarbild Johannes Nepomuk HERIS-ID: 50401 Objekt-ID: 55335                | Poigen ·                  |                       | ~1840   | In der Ortskapelle von Poigen befindet sich ein um 1840 entstandenes Altarbild mit einer Darstellung Johannes Nepomuks. |
| BW   | Datei hochladen | Konsolfigur Johannes Nepomuk                                               | Posselsdorf ·             |                       |         | In der Ortskapelle von Posselsdorf befindet sich eine Darstellung Johannes Nepomuks aus dem Anfang des 19. Jahrhunderts als Konsolfigur. |
| ja   | Datei hochladen | Statue Johannes Nepomuk HERIS-ID: 61984 Objekt-ID: 74480                   | Prutzendorf ·             |                       | 1724    | Gegenüber der Ortskapelle von Prutzendorf steht eine Statue Johannes Nepomuks aus dem Jahr 1724. |
| ja   | Datei hochladen | Statue Johannes Nepomuk                                                    | Reinprechtspölla ·        |                       |         | Am ehemaligen Friedhofsportal bei der Kirche von Reinprechtspölla befindet sich eine Statue Johannes Nepomuks aus der Mitte des 18. Jahrhunderts. |
| BW   | Datei hochladen | Konsolfigur Johannes Nepomuk HERIS-ID: 50469 Objekt-ID: 55483              | Reinprechtspölla ·        |                       |         | An der linken Langhauswand der Pfarrkirche von Reinprechtspölla befindet sich eine polychromierte Darstellung Johannes Nepomuks als Konsolfigur. |
| ja   | Datei hochladen | Statue Johannes Nepomuk HERIS-ID: 32018 Objekt-ID: 29056 marterl.at: 11944 | Reinprechtspölla ·        |                       |         | Bei der Brücke über den Ortsbach von Reinprechtspölla steht eine Statue Johannes Nepomuks aus der Mitte des 18. Jahrhunderts. |
| ja   | Datei hochladen | Statue Johannes Nepomuk HERIS-ID: 50504 Objekt-ID: 55556                   | Röhrenbach ·              |                       |         | An der Südwand der kath. Pfarrkirche hl. Michael in Röhrenbach befindet sich eine Figur des hl. Johannes Nepomuk. |
| BW   | Datei hochladen | Altarbild Johannes Nepomuk HERIS-ID: 58055 Objekt-ID: 68494                | Röschitz ·                | Martin Johann Schmidt | 1781    | In der Taufkapelle der Pfarrkirche von Röschitz befindet sich ein von Martin Johann Schmidt geschaffenes und mit 1781 datiertes Altarbild mit einer Darstellung des Begräbnisses von Johannes Nepomuk. |
|      | Datei hochladen | Statue Johannes Nepomuk                                                    | Röschitz                  |                       |         | In einem Haus in der Hauptstraße von Röschitz befindet sich eine Nische mit einer Statue Johannes Nepomuks aus dem Anfang des 19. Jahrhunderts. |
| ja   | Datei hochladen | Statue Johannes Nepomuk HERIS-ID: 61756 Objekt-ID: 74227                   | Röschitz ·                |                       | 1705    | Bei der Brücke über den Maigner Bach in Röschitz steht eine polychromierte Statue Johannes Nepomuks aus dem Jahr 1705. |
| ja   | Datei hochladen | Statue Johannes Nepomuk                                                    | Röschitz ·                |                       |         | Östlich von Röschitz steht an der Straße nach Roseldorf eine Statue Johannes Nepomuks aus dem dritten Viertel des 18. Jahrhunderts. |
| ja   | Datei hochladen | Statue Johannes Nepomuk                                                    | Rosenburg ·               |                       |         | In Rosenburg befand sich beim Haus Nr. 54 (Villa Nagler) an der Ortsausfahrt Richtung Altenburg ein in einen Gartenzaun integrierter, verglaster Nischenbildstock mit einer Gusseisen-Statue Johannes Nepomuks, der um 1925 an Stelle eines älteren Bildstocks errichtet worden war. Seit 2012 befand sich nach einem Glasbruch die Statue nicht mehr in der Nische, im Sommer 2014 wurde der Bildstock im Zuge einer Sanierung der Straßenbefestigung abgetragen, soll aber wieder errichtet werden. |
| ja   | Datei hochladen | Statue Johannes Nepomuk HERIS-ID: 61837 Objekt-ID: 74314                   | Rosenburg ·               |                       |         | Bei der 1986 an der Straße zur Rosenburg errichteten Brücke über den Kamp steht die Replik einer spätbarocken Sandstein-Statue Johannes Nepomuks, die vom Eggenburger Steinmetzbetrieb Karl Worek hergestellt wurde. |
| BW   | Datei hochladen | Statue Johannes Nepomuk                                                    | Sallapulka ·              |                       | 1724    | Zwischen Sallapulka und der Wallfahrtskirche Maria im Gebirge steht zwischen Bäumen eine Statue Johannes Nepomuks aus dem Jahr 1724. |
| ja   | Datei hochladen | Statue Johannes Nepomuk HERIS-ID: 61877 Objekt-ID: 74368                   | Sigmundsherberg ·         |                       |         | Figurenbildstock Hl. Johannes Nepomuk an der Brücke über den Maigener Bach. |
| ja   | Datei hochladen | Glasfenster Johannes Nepomuk HERIS-ID: 50587 Objekt-ID: 55694              | Sigmundsherberg ·         |                       |         | Glasfenster mit einer Darstellung des hl. Johannes Nepomuk an der Westseite (neben der Orgelempore) in der Pfarrkirche Sigmundsherberg. |
| ja   | Datei hochladen | Gemälde Johannes Nepomuk HERIS-ID: 50616 Objekt-ID: 55747                  | Sankt Bernhard ·          | Paul Troger           | ~1750   | An der Nordwand der ehemaligen Klosterkirche von Sankt Bernhard befindet sich ein um 1750 entstandenes und der Schule Paul Trogers zugerechnetes Bild der Glorie des Johannes Nepomuks |
| ja   | Datei hochladen | Statue Johannes Nepomuk HERIS-ID: 61849 Objekt-ID: 74326                   | Sankt Bernhard ·          |                       |         | Bei der Brücke der Zufahrt zum ehemaligen Stift von Sankt Bernhard stehen Statuen der heiligen Franz Xaver und Johannes Nepomuk aus der ersten Hälfte des 18. Jahrhunderts. |
| ja   | Datei hochladen | Statue Johannes Nepomuk                                                    | Stallegg ·                |                       | ~1730   | Bei der Brücke, die von der Kamptal Straße (B34) zum Ort Stallegg führt, befindet sich eine barocke Statue des hl. Johannes Nepomuk, die um 1730 vom damaligen Verwalter der Rosenburg, Johann Georg Zobl, an den eine Inschrift am Sockel erinnert, gestiftet wurde. Die Statue stand früher im Garten des Hauses Nr. 19 in Kamegg, Gemeinde Gars am Kamp, und befindet sich nach der Versetzung an die gegenüberliegenden Straßenseite nun in Stallegg, Gemeinde Rosenburg-Mold.                    |
|      | Datei hochladen | Statue Johannes Nepomuk                                                    | Starrein                  |                       |         | Auf dem Hochaltar der Kapelle von Schloss Starrein befindet sich ein Altargemälde mit einer Darstellung Johannes Nepomuks. |
|      | Datei hochladen | Statue Johannes Nepomuk                                                    | Starrein                  |                       |         | Beim westlichen Torturm von Schloss Starrein steht eine Statue Johannes Nepomuks aus der Mitte des 18. Jahrhunderts. |
| ja   | Datei hochladen | Statue Johannes Nepomuk HERIS-ID: 61989 Objekt-ID: 74486                   | Starrein ·                |                       |         | Östlich von Starrein steht an einer Kreuzung eine Statue Johannes Nepomuks aus der Mitte des 18. Jahrhunderts. |
| ja   | Datei hochladen | Statue Johannes Nepomuk HERIS-ID: 61656 Objekt-ID: 74104                   | Stockern ·                |                       |         | Bei der Brücke bei der Abzweigung zum Schloss von Stockern steht eine Statue Johannes Nepomuks aus dem Anfang des 18. Jahrhunderts. |
| BW   | Datei hochladen | Statue Johannes Nepomuk HERIS-ID: 50667 Objekt-ID: 55879                   | Stoitzendorf ·            |                       |         | Im Langhaus der Pfarrkirche von Stoitzendorf befindet sich eine aus Holz geschnitzte polychromierte Statue Johannes Nepomuks. |
| ja   | Datei hochladen | Statue Johannes Nepomuk HERIS-ID: 60390 Objekt-ID: 72691                   | Stoitzendorf ·            |                       |         | In Stoitzendorf steht bei der Brücke über die Schmida ein mit einem Blechbaldachin geschützter Bildstock Johannes Nepomuks. |
| BW   | Datei hochladen | Gemälde Johannes Nepomuk HERIS-ID: 50668 Objekt-ID: 55885                  | Straning ·                |                       |         | Am Triumphbogen der Pfarrkirche von Straning befindet sich ein ehemaliges Altargemälde aus dem zweiten Viertel des 18. Jahrhunderts und in der Sakristei befindet sich ein Bildnis des Heiligen aus der zweiten Hälfte des 18. Jahrhunderts |
| ja   | Datei hochladen | Statue Johannes Nepomuk HERIS-ID: 61930 Objekt-ID: 74424                   | Straning ·                |                       | 1740    | Bei der in Straning gelegenen Brücke steht eine Statue Johannes Nepomuks aus dem Jahr 1740. |
|      | Datei hochladen | Statue Johannes Nepomuk                                                    | Straning                  |                       |         | In Straning befindet sich eine Statue Johannes Nepomuks aus dem dritten Viertel des 18. Jahrhunderts. |
|      | Datei hochladen | Statue Johannes Nepomuk                                                    | Straning                  |                       |         | An der Straße von Straning nach Wartberg steht eine Statue Johannes Nepomuks aus dem dritten Viertel des 18. Jahrhunderts. |
| ja   | Datei hochladen | Statue Johannes Nepomuk HERIS-ID: 35164 Objekt-ID: 33797                   | Thunau am Kamp ·          |                       |         | Auf dem Johannes-Nepomuk-Altar der Johanneskapelle in der Gertrudskirche von Thunau am Kamp befindet sich eine Figur des Heiligen mit Putten und dem Doppelwappen der Familie Rumel von Waldau. |
| ja   | Datei hochladen | Statue Johannes Nepomuk HERIS-ID: 60849 Objekt-ID: 73229                   | Thunau am Kamp ·          |                       |         | Am Aufgang zur Gertrudskirche in Thunau am Kamp stehen beim Kriegerdenkmal Statuen der heiligen Felix von Cantalice und Johannes Nepomuk aus dem zweiten Viertel des 18. Jahrhunderts. |
| BW   | Datei hochladen | Statue Johannes Nepomuk HERIS-ID: 50720 Objekt-ID: 55972                   | Trabenreith ·             |                       |         | Auf dem Hochaltar der dem heiligen Johannes Nepomuk geweihten Pfarrkirche von Trabenreith steht zwischen Darstellungen der heiligen Norbert und Augustinus eine Statue Johannes Nepomuks aus dem Jahr 1893. |
| ja   | Datei hochladen | Statue Johannes Nepomuk HERIS-ID: 61990 Objekt-ID: 74487                   | Untermixnitz ·            |                       | 1720    | Im Ostteil von Untermixnitz steht bei einer Straßenkreuzung eine Statue Johannes Nepomuks aus dem Jahr 1720. |
| ja   | Datei hochladen | Relief Johannes Nepomuk HERIS-ID: 61992 Objekt-ID: 74489                   | Untermixnitz ·            |                       |         | Südlich von Untermixnitz steht eine Säule mit einem Relief Johannes Nepomuks aus dem dritten Viertel des 18. Jahrhunderts. |
| BW   | Datei hochladen | Statue Johannes Nepomuk                                                    | Unterthürnau ·            |                       |         | An der Westempore der Ortskapelle von Unterthürnau befindet sich eine gemalte Figur Johannes Nepomuks aus der ersten Hälfte des 18. Jahrhunderts. |
| ja   | Datei hochladen | Nischenfigur Johannes Nepomuk HERIS-ID: 31890 Objekt-ID: 28898             | Waiden ·                  |                       |         | In einer Turmnische der Ortskapelle von Waiden befindet sich eine Figur Johannes Nepomuks aus der ersten Hälfte des 18. Jahrhunderts. |
|      | Datei hochladen | Statue Johannes Nepomuk                                                    | Walkenstein               |                       |         | Beim Eingang zum Schloss Walkenstein steht eine Statue Johannes Nepomuks aus der ersten Hälfte des 18. Jahrhunderts. |
| ja   | Datei hochladen | Statue Johannes Nepomuk HERIS-ID: 61884 Objekt-ID: 74376                   | Walkenstein ·             |                       |         | An der Straße von Walkenstein nach Sallapulka steht eine Statue Johannes Nepomuks aus der Zeit um 1755. |
| ja   | Datei hochladen | Statue Johannes Nepomuk                                                    | Walkenstein ·             |                       |         | Am Ortsende von Walkenstein in Richtung Kainreith steht eine Statue Johannes Nepomuks. |
| BW   | Datei hochladen | Konsolfigur Johannes Nepomuk HERIS-ID: 50791 Objekt-ID: 56146              | Wartberg ·                |                       |         | Am Triumphbogen der Pfarrkirche von Wartberg befindet sich eine aus dem dritten Viertel des 18. Jahrhunderts stammende Darstellung Johannes Nepomuks als Konsolfigur. |
| BW   | Datei hochladen | Statue Johannes Nepomuk                                                    | Wartberg ·                |                       |         | Im Vorgarten eines Hauses in Wartberg nahe der Brücke über den Ortsbach steht eine Statue Johannes Nepomuks. |
| ja   | Datei hochladen | Statue Johannes Nepomuk HERIS-ID: 61996 Objekt-ID: 74495                   | Weitersfeld ·             |                       | 1710    | Beim Aufgang zur Pfarrkirche von Weitersfeld steht eine Statue Johannes Nepomuks aus dem Jahr 1710. |
| ja   | Datei hochladen | Statue Johannes Nepomuk HERIS-ID: 61999 Objekt-ID: 74498                   | Weitersfeld ·             |                       |         | Bei einer Brücke über den Prutzendorfer Bach in Weitersfeld steht eine Statue Johannes Nepomuks. |
| ja   | Datei hochladen | Statue Johannes Nepomuk HERIS-ID: 61624 Objekt-ID: 74047 marterl.at: 5321  | Wenjapons ·               |                       |         | An der Straße von Wenjapons nach Trabenreith steht eine Statue Johannes Nepomuks aus dem dritten Viertel des 18. Jahrhunderts. |
| BW   | Datei hochladen | Statue Johannes Nepomuk HERIS-ID: 50881 Objekt-ID: 56342                   | Wolfshof ·                |                       | ~1800   | In der Ortskapelle von Wolfshof befindet sich eine um 1800 entstandene Darstellung Johannes Nepomuks als Konsolfigur. |
| ja   | Datei hochladen | Statue Johannes Nepomuk HERIS-ID: 32619 Objekt-ID: 29738                   | Wollmersdorf ·            |                       | 1729    | In Wollmersdorf steht vor dem hölzernen Glockenturm eine Statue Johannes Nepomuks aus dem Jahr 1729. |
| ja   | Datei hochladen | Statue Johannes Nepomuk HERIS-ID: 61841 Objekt-ID: 74318                   | Zaingrub ·                |                       | 1726    | In Zaingrub steht neben der Brücke über den Ortsbach eine mit 1726 datierte Statue Johannes Nepomuks. |
| ja   | Datei hochladen | Statue Johannes Nepomuk HERIS-ID: 32624 Objekt-ID: 29743                   | Zettlitz ·                |                       |         | Im Nordwesten von Zettlitz steht eine Statue Johannes Nepomuks aus der Mitte des 18. Jahrhunderts. Die Statue steht unter Denkmalschutz. |
| ja   | Datei hochladen | Statue Johannes Nepomuk HERIS-ID: 32648 Objekt-ID: 29771                   | Zissersdorf ·             |                       |         | In Johannesthal steht eine Statue Johannes Nepomuks aus dem dritten Viertel des 18. Jahrhunderts. |
| ja   | Datei hochladen | Statue Johannes Nepomuk HERIS-ID: 32026 Objekt-ID: 29068 marterl.at: 12862 | Zogelsdorf ·              |                       | 1817    | An der Westfront der Ortskapelle von Zogelsdorf stehen Statuen der Heiligen Florian und Johannes Nepomuk, die mit 1817 datiert sind. |
| ja   | Datei hochladen | Statue Johannes Nepomuk                                                    | Zogelsdorf ·              |                       | 1742    | Beim Johannessteinbruch von Zogelsdorf steht eine aus dem Jahr 1742 stammende Statue Johannes Nepomuks mit Inschriften auf dem Sockel. |